# M98
M98 (NGC 4192) e спирална галактика, разположена по посока на съзвездието Косите на Вероника.
Открита е от Пиер Мешен през 1781. М98 е част от галактичния свръхкуп в Дева 
Ъгловите ̀и размери са 9′.8 × 2′.8. Видимата ̀и звездна величина е +11.0, а разстоянието до нея е 60 млн. св.г..